# Резушник
Резушник (лат. Crucihimalaya) — род травянистых растений семейства Капустные (Brassicaceae).

## Ботаническое описание
Однолетние, двулетние или многолетние травянистые растения. Стеблевые листья преимущественно стреловидные. Плод — четырёхгранный стручок. Семена неокаймлённые, ослизняются при смачивании, зародыш спинокорешковый.

## Таксономия
Род Резушник включает 13 видовв:
- Crucihimalaya axillaris (Hook.f. & Thomson) Al-Shehbaz, O'Kane & R.A.Price
- Crucihimalaya bursifolia (DC.) D.A.German & A.L.Ebel — Резушник пастушниколистный
- Crucihimalaya himalaica (Edgew.) Al-Shehbaz, O'Kane & R.A.Price typus[2]
- Crucihimalaya kneuckeri (Bornm.) Al-Shehbaz, O'Kane & R.A.Price
- Crucihimalaya lasiocarpa (Hook.f. & Thomson) Al-Shehbaz, O'Kane & R.A.Price
- Crucihimalaya mollissima (C.A.Mey.) Al-Shehbaz, O'Kane & R.A.Price — Резушник мягкий
- Crucihimalaya ovczinnikovii (Botsch.) Al-Shehbaz, O'Kane & R.A.Price — Резушник Овчинникова
- Crucihimalaya rupicola (Krylov) A.L.Ebel & D.A.German — Резушник скальный
- Crucihimalaya stricta (Cambess.) Al-Shehbaz, O'Kane & R.A.Price
- Crucihimalaya tenuisiliqua (Rech.f. & Köie) Al-Shehbaz, D.A.German & M.Koch
- Crucihimalaya tibetica (Hook.f. & Thomson) Al-Shehbaz, D.A.German & M.Koch — Резушник тибетский
- Crucihimalaya virgata (Nutt.) D.A.German & A.L.Ebel
- Crucihimalaya wallichii (Hook.f. & Thomson) Al-Shehbaz, O'Kane & R.A.Price